# Šenbric
Šenbric je naselje u slovenskoj Općini Velenju. Šenbric se nalazi u pokrajini Štajerskoj i statističkoj regiji Savinjskoj. 

## Stanovništvo
Prema popisu stanovništva iz 2002. godine naselje je imalo 134 stanovnika.